# Masicera alacris
Masicera alacris är en tvåvingeart som först beskrevs av Walker 1861.  Masicera alacris ingår i släktet Masicera och familjen parasitflugor. Inga underarter finns listade i Catalogue of Life.